# Wojskowy Ośrodek Wykonywania Kary Ograniczenia Wolności
Wojskowy Ośrodek Wykonywania Kary Ograniczenia Wolności w Ciechanowie (WOWKOW) – dawny polski oddział wojskowy Wojska Polskiego.

## Historia
9 grudnia 1991 r. weszła w życie Ustawa z dnia 25 października 1991 r. o zmianie ustawy o powszechnym obowiązku obrony Rzeczypospolitej Polskiej oraz niektórych innych ustaw. Na jej podstawie z katalogu kar dyscyplinarnych usunięta została kara służby w oddziale dyscyplinarnym, a tym samym rację bytu straciły oddziały dyscyplinarne.
W 1999 r. na podstawie decyzji ministra obrony narodowej Janusza Onyszkiewicza powołano Wojskowy Ośrodek Wykonywania Kary Ograniczenia Wolności w Ciechanowie w celu wykonywania kar ograniczenia wolności orzeczonych przez wojskowe sądy garnizonowe wobec żołnierzy zasadniczej służby wojskowej. Pierwsi skazani trafili do jednostki specjalnej w Ciechanowie na jesieni 1999 r. Jednorazowo jednostka mogła szkolić 90 skazanych żołnierzy, ale rekordowo było w roku 2004 r., gdzie w Ośrodku odbywało karę ograniczenia wolności 110 skazanych. WOWKOW podlegał Dowództwu Wojsk Lądowych. 
Decyzją nr 314/MON ministra obrony narodowej Aleksandra Szczygły z dnia 6 lipca 2007 r. wprowadzono odznakę pamiątkową i oznakę rozpoznawczą Wojskowego Ośrodka Wykonywania Kary Ograniczenia Wolności w Ciechanowie. Od września 1999 r. do końca 2008 r. karę ograniczenia wolności odbyło 891 szeregowych służby zasadniczej, do końca 2009 r. odbyło łącznie karę ok. 950 żołnierzy zasadniczej służby wojskowej skazanych prawomocnym orzeczeniem sądu. Z dniem 31 grudnia 2009 r. na podstawie Decyzji MON nr PF-47/Org./SSG/ZOiU-P1 z dnia 29.10.2009 r. Wojskowy Ośrodek Wykonywania Kary Ograniczenia Wolności w Ciechanowie został rozformowany.

## Służba w Ośrodku

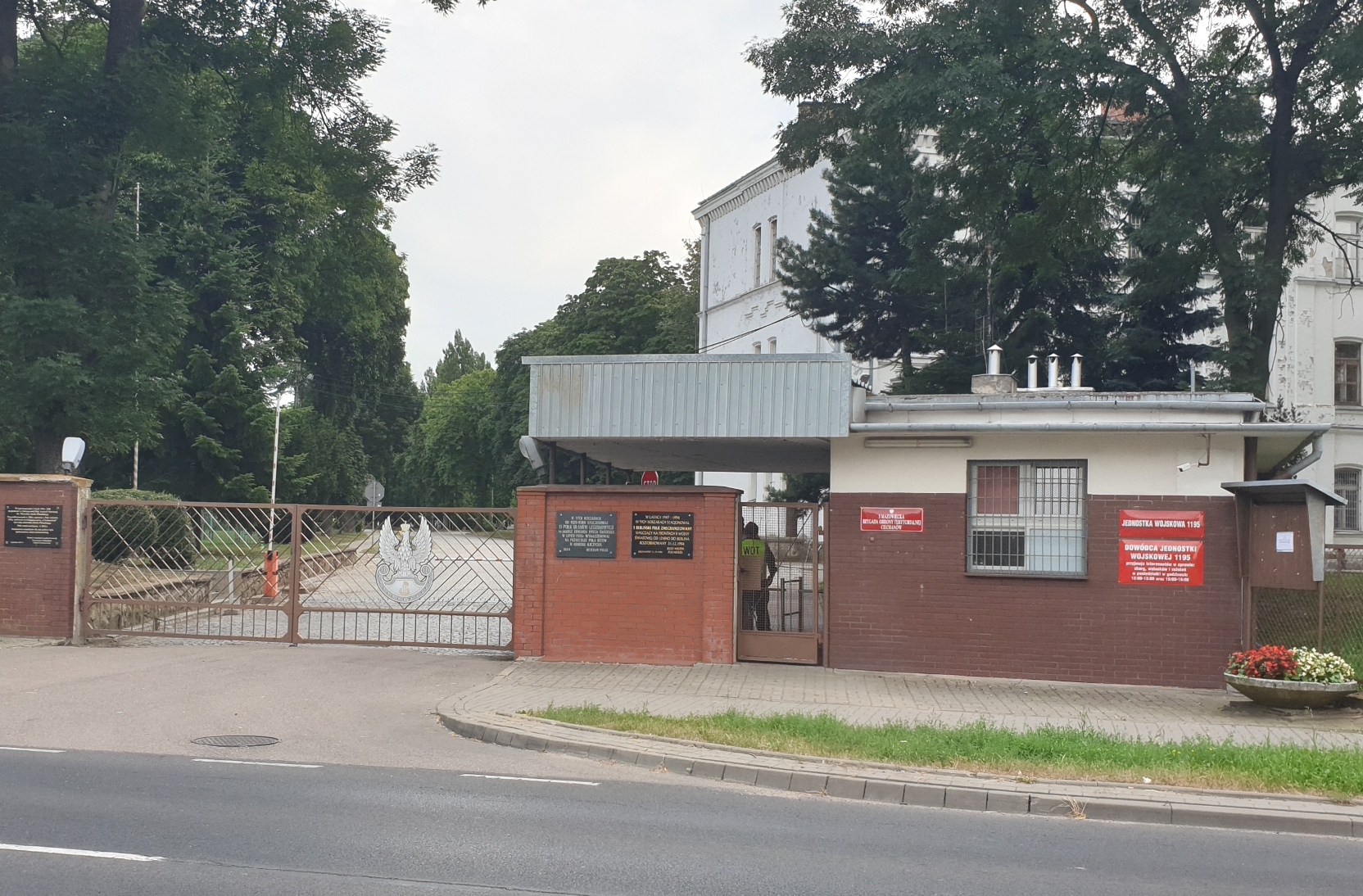
Ciechanów, 2020 r. Wojskowy obiekt koszarowy, gdzie w latach 1999–2009 stacjonował WOWKOW

Jednostka wojskowa 1424 mieściła się w kompleksie koszarowym 1 pułku artylerii w Ciechanowie. Do Ośrodka kierowani byli żołnierze skazani przez sąd na karę ograniczenia wolności. Zasady i tryb odbywania kary określał Regulamin Wojskowego Ośrodka Wykonywania Kary Ograniczenia Wolności. Szkolenie w Ciechanowie podporządkowane było zasadom obostrzonego regulaminu wewnętrznego, dotyczącego tego typu jednostki, a polegało m.in. na intensywnych zajęciach z taktyki, kilkudziesięciokilometrowych (miesięcznie ponad 250 km) wymarszach na poligon Targonie pod Ciechanowem. W jednostce był cywilny psycholog (kobieta).  Po odbyciu kary żołnierz wracał do macierzystej jednostki wojskowej. Żołnierze odbywający karę nie mogli być zwolnieni z czynnej służby wojskowej w czasie odbywania kary.

## Komendanci Ośrodka
- mjr Mariusz Frątczak (1999–2009)[1][18][2]